# Тшебч-Крулевський
Тшебч-Крулевський (пол. Trzebcz Królewski, нім. Adlig Groß Kiewo) — село в Польщі, у гміні Києво-Крулевське Хелмінського повіту Куявсько-Поморського воєводства.
Населення — 192 особи (2011).
У 1975-1998 роках село належало до Торунського воєводства.

## Демографія
Демографічна структура станом на 31 березня 2011 року:
|          | Загалом | Допрацездатний вік | Працездатний вік | Постпрацездатний вік |
| -------- | ------- | ------------------ | ---------------- | -------------------- |
| Чоловіки | 96      | 20                 | 65               | 11                   |
| Жінки    | 96      | 20                 | 58               | 18                   |
| Разом    | 192     | 40                 | 123              | 29                   |